# Konstantia av Sicilien (regent)
Konstantia av Sicilien, född 1324, död 22 oktober 1355, var regent i Sicilien som förmyndare för sin bror, kung Ludvig av Sicilien, mellan 1352 och 1354.
Hon var dotter till kung Peter II av Sicilien och Elisabet av Kärnten. Vid sin mors död 1352 övertog hon dennas plats som förmyndarregent för sin bror. Hennes regeringstid utmärktes av digerdödens härjningar och strider mellan adelsklanerna. Hon avled ogift och barnlös i digerdöden strax efter sin bror. Hennes bror Ludvig efterträddes av en yngre broder, med deras syster Eufemia av Sicilien som förmyndarregent 1355-1357.   